# چون لی-کیونگ
چون لی-کیونگ (به کره‌ای: 전이경 - Chun Lee-Kyung) ورزشکار زن رشتهٔ اسکیت سرعتی مسیر کوتاه اهل کشور کره جنوبی است. وی در بین سال‌های ‎۱۹۹۴ تا ۱۹۹۸ میلادی در مسابقات بازی‌های المپیک زمستانی در مجموع ۵ مدال، شامل ۴ مدال طلا و ۱ برنز را کسب کرد.